# Andrew Hull Foote

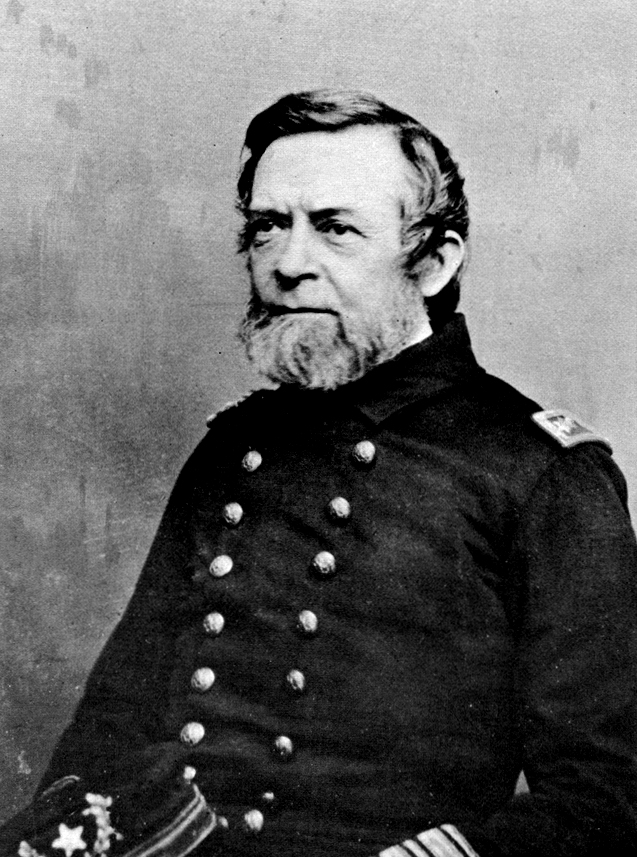
Chân dung tướng Foote

Andrew Hull Foote (12 tháng 9 năm 1806 - 26 tháng 6 năm 1863) là một sĩ quan hải quân Hoa Kỳ, nổi bật vì đã phục vụ trong Nội chiến Hoa Kỳ và cũng vì những đóng góp của ông cho một số cải cách hải quân trong những năm trước chiến tranh. Khi chiến tranh xảy ra, ông được chỉ định làm chỉ huy của đội pháo hạm phương Tây, tiền thân của phi đội sông Mississippi. Ở vị trí đó, ông dẫn đầu các pháo hạm trong Trận Fort Henry. Ghi nhận các cống hiến của ông với Western Gunboat Flotilla, tướng Foote là một trong những sĩ quan hải quân đầu tiên được thăng cấp bậc chuẩn đô đốc.

## Tuổi thơ
Foote được sinh ra tại New Haven, Connecticut, con trai của Thượng nghị sĩ Samuel A. Foot (hoặc Foote) và Eudocia Hull. Khi còn nhỏ, Foote không được biết đến như một học sinh giỏi, nhưng tỏ ra thích thú với một ngày đi biển. Cha anh đã thỏa hiệp và đưa anh vào Học viện quân sự Hoa Kỳ tại West Point, New York. Sáu tháng sau, vào năm 1822, ông rời West Point và chấp nhận một vị trí với tư cách là một midshipman trong Hải quân Hoa Kỳ.

## Dịch vụ hải quân Antebellum
Từ năm 1822 đến 1843, Foote đã thấy dịch vụ ở Caribbean, Thái Bình Dương và Địa Trung Hải, Bờ biển Châu Phi và tại Sân hải quân Philadelphia. Đầu tiên ông bắt đầu với tư cách là midshipman trên USS Grampus. Năm 1830, ông được thăng chức trung úy, và đóng quân ở Địa Trung Hải. Năm 1837, Foote đã đi khắp thế giới ở USS John Adams. Sau khi phục vụ trên biển, Foote được giao trọng trách của tị nạn hải quân Philadelphia. Sau khi phục vụ trên đất liền, ông trở lại biển và tổ chức một Hiệp hội Không uống rượu trên tàu USS Cumberland.  Nhóm này đã phát triển thành một phong trào dẫn đến việc chấm dứt chính sách cung cấp grog cho các nhân viên Hải quân Hoa Kỳ.

## Nội chiến và cái chết
Khi Nội chiến Hoa Kỳ bắt đầu vào năm 1861, Foote đang chỉ huy Xưởng hải quân New York. Vào ngày 29 tháng 6 năm 1861 Foote được thăng chức đội trưởng. Từ năm 1861 đến 1862, Foote chỉ huy phi đội sông Mississippi với sự phân biệt, tổ chức và lãnh đạo đội tàu pháo trong nhiều trận chiến đầu tiên của Nhà hát Nội chiến Hoa Kỳ. Mặc dù Foote là một sĩ quan trong Hải quân Hoa Kỳ, Western Flotilla thuộc thẩm quyền của Quân đội Liên minh. Đầu tháng 2 năm 1862, hiện đang giữ cấp bậc sĩ quan cờ (tương đương với hàng hải hiện đại), ông hợp tác với Tướng Ulysses S. Grant chống lại Fort Henry trên sông Tennessee. Mặc dù gây thiệt hại nặng nề cho một trong những xạ thủ, Foote đã có thể nhanh chóng khuất phục pháo đài. Vài ngày sau Grant, với ba sư đoàn và Foote cùng với hạm đội tàu sắt của anh ta, cùng với sự hỗ trợ của Thuyền trưởng Ledeth Phelps và hạm đội tàu chiến gỗ của anh ta, di chuyển chống lại Fort Donelson trên sông Cumberland. Hy vọng cho sự lặp lại thành công tại Fort Henry, Tướng Grant đã thúc giục Foote tấn công các ắc quy sông của pháo đài. Tuy nhiên, súng của Fort Donelson được đặt tốt hơn súng của Fort Henry. Ba trong số các pháo hạm của Foote đã bị hư hại, bao gồm cả tàu vũ trụ, USS St. Louis. Bản thân Foote đã nhận một vết thương ở chân. Đối với dịch vụ của mình tại Forts Henry và Donelson, Foote đã nhận được lời cảm ơn của Quốc hội. Sau khi sửa chữa đội tàu của mình, Foote đã tham gia cùng với Tướng John Pope trong một chiến dịch chống lại Đảo Số Mười trên Sông Mississippi. Vào tháng 7 năm 1862, Foote đã nhận được một lời cảm ơn thứ hai của Quốc hội, lần này là cho các trận chiến của Fort Henry, Fort Donelson và Island Number Ten.
Sau đó vào năm 1862, Foote được thăng cấp đô đốc phía sau. Năm 1863, trên đường nắm quyền chỉ huy Phi đội phong tỏa Nam Đại Tây Dương, ông đột ngột qua đời, thọ 56 tuổi. Cái chết không kịp thời của ông ở New York đã gây chấn động cả nước. Ông được an táng tại Nghĩa trang Grove Street ở New Haven.

## Tên
Ba tàu được đặt tên USS Foote cho ông. Civil War Fort Foote trên Potomac, hiện là Công viên Quốc gia, được đặt theo tên ông vào ngày 17 tháng 9 năm 1863.

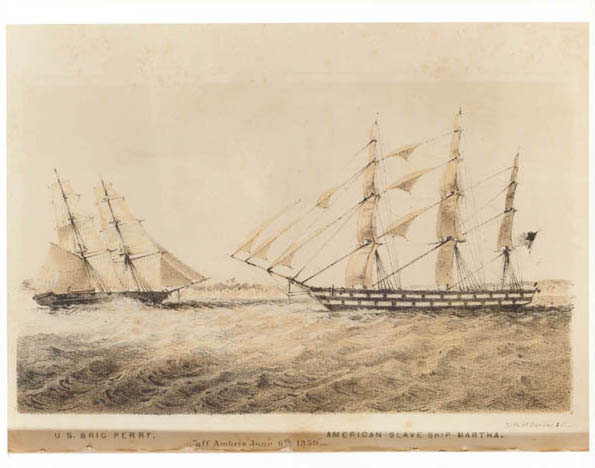
USS Perry ' Foote đối đầu với con tàu nô lệ Marta of Ambriz vào ngày 6 tháng 6 năm 1850